# Randy Rogers Band
Randy Rogers Band est un groupe de musique country américain, originaire de San Marcos, au Texas. Le groupe est composé de Randy Rogers (chant), Geoffrey Hill (guitare), Jon Richardson (guitare basse), Brady Black (violon), Les Lawless (batterie) et Todd Stewart (guitare, violon, mandoline, claviers). Ils ont enregistré sept albums en studio et deux albums live, et ont inscrit sept singles au palmarès Billboard Hot Country Songs.
Les Français ont pu le voir au célèbre Festival Country Rendez-Vous en Auvergne en juillet 2004 programmé par Georges Carrier.